# Anthicus humeralis
Anthicus humeralis là một loài bọ cánh cứng trong họ Anthicidae. Loài này được Gebler miêu tả khoa học năm 1841.